# IRC

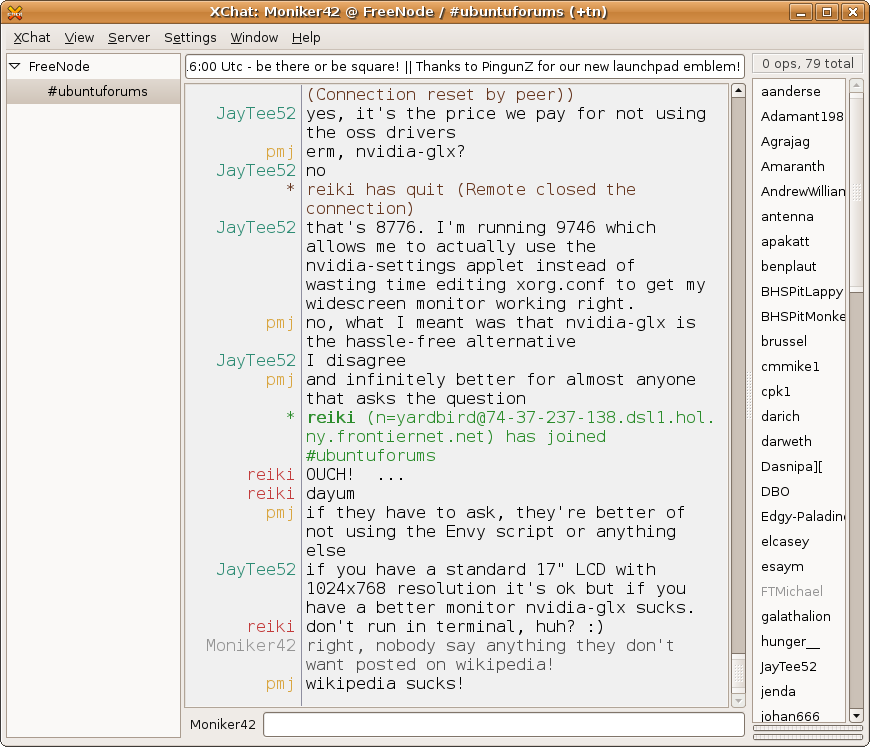
O captură de ecran pentru XChat, un client IRC în mediul GTK

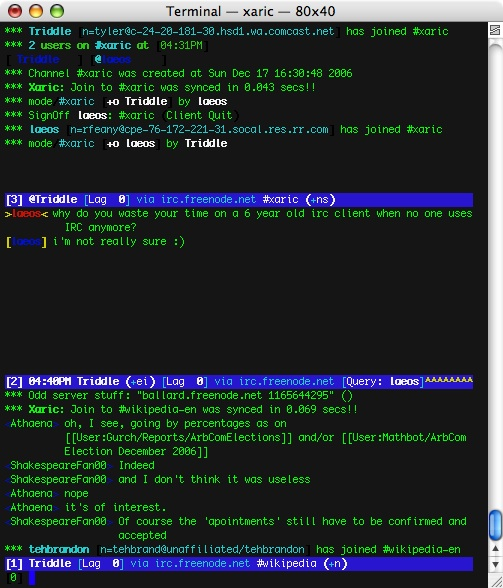
Xaric, un client IRC bazat pe text, utilizat pe Mac OS X

IRC este un acronim pentru Internet Relay Chat (română comunicare instantanee prin Internet), un serviciu de transmitere a mesajelor în timp real (chat).
IRC-ul a fost creat în vara anului 1988 în Finlanda de Jarkko Oikarinen. IRC-ul a cunoscut o dezvoltare explozivă in timpul Războiului din Golf când a depășit pragul de 300 de utilizatori simultani. Din acel punct IRC a cunoscut o creștere rapidă, în prezent cele mai mari rețele IRC fiind: Quakenet, Undernet, IRCnet, EFnet, DALnet.
IRC reprezintă precursorul actualelor sisteme de comunicare instantanee (ICQ, Yahoo! Messenger, MSN Messenger, AIM etc.), dar deși a pierdut în popularitate datorită faptului că este exclusiv text, pe când sistemele actuale permit iconițe grafice (emoticons), audio și video conferințe etc., IRC este totuși folosit în continuare pe o scară relativ largă, având în prezent o medie de aproximativ 1 milion de utilizatori în orice moment.
Pentru a comunica cu alți utilizatori IRC, este nevoie de un client IRC (mIRC este cel mai popular client pentru Windows) pentru conectarea la un server IRC (în general pe un anumit port între 6667 și 7000). O dată ce conexiunea a reușit, se poate alege unul sau mai multe canale de discuții. Acestea sunt zone care grupează utilizatori cu interese și subiecte de discuție comune.
Canalele sunt moderate de către operatori, care veghează la buna desfașurare a discuțiilor. De exemplu, ei pot interzice accesul unui utilizator care are un limbaj neadecvat sau care face reclamă altui canal.
În momentul în care un utilizator tastează un mesaj, acesta este văzut implicit de către toți utilizatorii conectați pe canalul respectiv. Utilizatorul poate decide însă să trimită un mesaj în particular doar unui alt utilizator.
IRC poate servi și la transferul de fișiere între utilizatori, prin protocolul DCC (Direct Client-to-Client).

## Canale
Metoda de comunicare într-un grup de utilizatori pe un server este prin intermediul unui canal. Canalele de pe un anumit server pot fi afișate cu ajutorul comenzii /list, care afișează toate canalele de pe rețeaua respectivă.
Utilizatorii pot folosi comanda /join pentru a se alătura unui canal IRC, comanda fiind valabilă pentru toți clienții care se pot conecta la un server IRC. Comanda în sine este /join #numecanal. Toate canalele de pe rețea vor avea în fața numelui semnul „#”, dar pot exista canale ce sunt locale pe un singur server din rețea acestea având în fața numelui „&” din motive de securitate (însă folosite foarte rar).

## Moduri
Utilizatorii și canalele IRC pot avea moduri care sunt reprezentate prin litere case-sensitive și sunt setate cu ajutorul comenzii MODE. Modurile utilizatorilor dar și modurile canalelor sunt separate și pot utiliza aceeași literă pentru un mod dar care are funcții diferite pentru fiecare (ex. „i” poate înseamna invizibil pentru utilizator, iar „i” pentru canal poate înseamnă că pe acel canal se poate intra numai cu invitație de la alt utilizator). Deobicei, modurile pot fi activate(+) si dezactivate(-), acestea folosind un nume de utilizator sau nume de canal.